# Сарла-ла-Канеда
Сарла или Сарла-ла-Канеда (фр. Sarlat-la-Canéda, окс. Sarlat e La Canedat) град је у југозападној Француској у региону Аквитанија, у департману Дордоња. По подацима из 2009. године број становника у месту је био 9.541.

## Географија
Град Сарла се налази у региону Црни Перогор (фр. Périgord Noir). Перигор се дели још на Зелени, Бели и Пурпурни. 

## Историја
Сарла је средњовековни град који се развио око велике бенедиктинске опатије која је настала у време Каролинга. Средњовековна Катедрала у Сарли (фр. la cathédrale Saint-Sacerdos) је посвећена Светом Сацердосу из Лиможа. 
Модерна историја је углавном заобишла овај град, тако да је он остао сачуван као аутентичан споменик Француске из 14. века. За рестаурацију града заслужан је бивши министар културе Андре Малро. Центар старог града се састоји од рестаурираних камених здања и у њему су аутомобили углавном забрањени. 

## Економија
Становништво се бави пољопривредом (дуван, кукуруз, ораси, сиреви, вино, тартуфи) и туризмом. Посебан специјалитет овога краја је масна пачја или гушчија џигерица (фр. Foie gras, фуа-гра). У Сарли и околини постоји више фабрика за производњу овог и других гастрономских специјалитета. 

## Демографија
| 1962. | 1968. | 1975. | 1982. | 1990. | 2011. |
| ----- | ----- | ----- | ----- | ----- | ----- |
| 7.150 | 8.801 | 9.765 | 9.670 | 9.909 | 9.568 |